# Elin Nilsson
För den före detta moderata kommunalpolitikern i Sundsvall, se Elin Nilsson (politiker)
Elin Nilsson, född 1986 och uppväxt i Knislinge, Skåne län, är en svensk författare. Hon debuterade 2011 med ungdomsromanen Istället för att bara skrika, men är mer känd för sin andra bok, Flyt som en fjäril, stick som ett bi för vilken hon tilldelades Göteborgs Stads litteraturpris 2014. 2017 nominerades hon till Augustpriset i kategorin Årets Barn- och ungdomsbok för sin novellsamling Anrop från inre rymden.

## Biografi
Elin Nilsson gick Skrivarlinjen på Fridhems folkhögskola i två år. Utöver författarskapet är hon gymnasielärare i svenska och svenska som andraspråk.

## Författarskap
Elin Nilsson debuterade på bokförlaget Alfabeta 2011 med boken Istället för att bara skrika, en spänningsroman för unga som handlar om gymnasietjejen Andrea som en dag hittar ett hotfullt brev adresserat till hennes mor. Hennes andra bok, ungdomsromanen Flyt som en fjäril, stick som ett bi, handlar om fjortonåriga Miranda som tränar simning och siktar på SM och som har en bror som är dataspelsberoende. Nilsson har själv simtränat som ung, men boken är inte självbiografisk.
En fråga Nilsson ofta får från sina läsare är varför hon använder stavningarna "mej, dej, sej, säjer, dom" istället för "mig, dig, sig, säger, de/dem", och på den frågan svarar hon på sin hemsida: "... på nåt sätt hänger det för mig ihop med rätten att göra lite vad man vill med språket. När jag började skriva för min egen skull i tonåren var jag sjukt trött på att skriva fint och rätt. Jag ville bara skriva fult och annorlunda och eget. Jag ville ha tempo och elasticitet i språket. Och störa lite."
2017 nominerades Nilsson till Augustpriset i kategorin Årets Barn- och ungdomsbok. Juryns nominering löd: Ett tittskåp in i verkligheten – ja, det är vad Elin Nilsson ger läsaren i novellsamlingen Anrop från inre rymden. I åtta avskalade berättelser ges vi en skymt av vardagen, i all sin vardagliga ovanlighet. Det är opretentiöst, stringent, och träffsäkert. Och igenkänningsfaktorn är hög. Berättelserna – små utsnitt av tid och rum – får oss att tänka och fantisera vidare. Det är novellkonst på högsta nivå.

## Priser och utmärkelser
- Kristianstadsbladets novelltävling, 2004[2]
- Malmö stads kulturstipendium för konstnärlig utveckling, 2014[6]
- Göteborgs stads litteraturpris, 2014[7]